# Kazamata

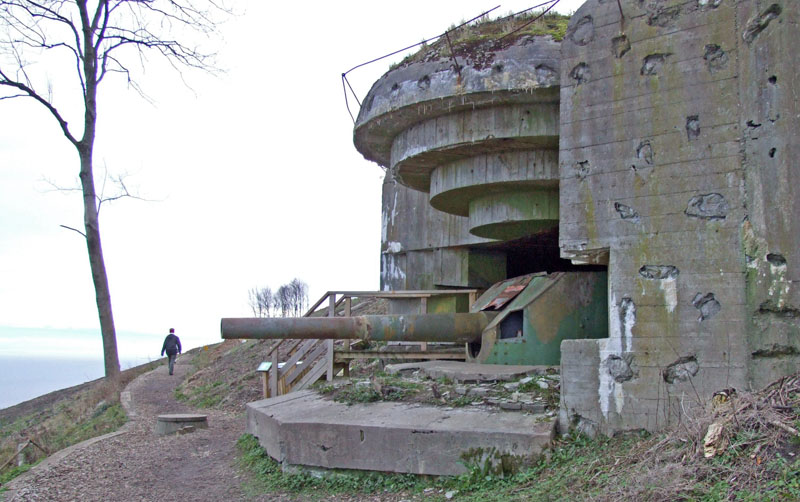
Ágyúállás (Frederikshavn, Dánia)

A kazamata várak, erődök föld alatti járata, helyisége, illetve börtöne. Jelent még fedett ágyúállást is, amit a lőfegyverek XVI. századi tömeges alkalmazása után létesítettek. Képezhette egy olaszbástya belső terét, de például a diósgyőri várban különálló védőműként emelték egy lebontott, már korszerűtlenné váló kettős kaputorony helyére. Az ágyúállásokat 1598 után építették ki a lebontott északi kaputornyok helyén.
Az eredeti olasz  „casamatta” szónak első ismert használata 1575-ből származik.
Eger váránál is használtak kazamatákat.